# Файв Секъндс ъф Съмър
„Файв Секъндс ъф Съмър“ (на английски: 5 Seconds of Summer – „5 секунди от лятото“; съкратено 5SOS) е поп рок и поп пънк група от Сидни, Австралия.
Сформира се през 2011 г. В нейния състав влизат Люк Хемингс (вокали, китара), Майкъл Клифорд (китара, вокали), Калъм Хууд (бас китара, вокали) и Аштън Ъруин (барабани, вокали). Групата първоначално е сборен пункт на известни личности от Ютюб, които публикуват клипове през 2011 г. на кавърирани песни на разни музиканти. Така спечелват известна маса от верни почитатели, и се сдобиват със световна слава след като One Direction ги канят да участват в турнето Take Me Home.
Групата е определяна в медиите като бой банда. През февруари 2014 г. издават She Looks So Perfect, което е техният дебют в световната музикална индустрия. Той оглавява класациите в Австралия, Нова Зеландия, Ирландия и Обединеното кралство. Едноименният им студиен албум е издаден през юни 2014 г., и застава начело на класациите в 11 страни.

## История
Групата води началото си от декември 2011 г., когато Люк Хемингс, Майкъл Клифорд и Калъм Хууд, всеки студент в Норуест Крисчън Колидж, започват да публикуват клипове на техни кавъри. Те са събрани в канала на Хемингс в Ютюб. Първото видео на Хемингс е кавър версия на Please Don't Go на Майк Поснър. Тя е публикувана на 3 февруари 2011 г. Кавър версията на Next to You на Крис Браун е наблюдавана от над 600 000 пъти. През декември 2011 г. към тях се присъединява барабанистът Аштън Ъруин.
Групата привлича интереса на големи музикални компании и издатели, и те подписват договор със Сони Ей-Ти-Ви Мюзик Пъблишинг. Въпреки че промоциите им вървят единствено по Фейсбук и Туитър, техният първи запис – EP-то Unplugged достига трета позиция в класацията на Айтюнс в Австралия и Топ 20 в Нова Зеландия и Швеция. Глобалният им имидж се завишава, след като членът на Уан Дайрекшън Луи Томлисън публикува линк към видеоклипа им в Ютюб Gotta Get Out, като обявява, че е фен на 5sos „от известно време“. Групата отново попада в полезрението на Уан Дайрекшън, след издаването на първия им сингъл Out of My Limit на 19 ноември 2012 г., като този път Найл Хоран туитва уебвръзката към видеоклипа.
„Файв Секъндс Оф Съмър“ изкарват втората половина на 2012 г. в измайсторяване и развиване на звученето си с Крисчън Ло Русо и Джоуъл Чапман от австралийската група Ейми Мередит, с които пишат две от песните на Somewhere New: Beside You и Unpredictable. Ийпито е продуцирано и от Джоуъл Чапман. Файв Секъндс Оф Съмър издават първия си сингъл Out of My Limit на 19 ноември 2012 г., като клипът към песента е разглеждан над 100 000 пъти в първите 24 часа. През декември 2012 г. хората от бандата заминават на творческо пътуване до Лондон, където записват с различни творци, като Макфлай, Рой Страйд от Скаутинг Фор Гърлс, Ник Ходжсън от Кайзер Чийфс, Джейми Скот, Джейк Гослинг, Стийви Робсън и Джеймс Борн от Бъстед.
На 14 февруари 2013 г. е обявено, че групата ще подгрява за Уан Дайрекшън на световното им турне Take Me Home. То започва на Оу Ту Арена в Лондон на 23 февруари 2013 г., и Файв Секъндс Оф Съмър се включват в турнето на Уан Дайрекшън в Обединеното кралство, Щатите, Австралия и Нова Зеландия, включително седем концерта в Олфоунс Арена в родината на Файв Секъндс в Сидни. Докато са в пауза от Take Me Home Tour, групата се връща в Австралия, където свири на националното хедлайнерско турне, в което билетите са бързо разпродадени. По това време групата започва да трупа популярност и става все по-известна. На 21 ноември 2013 г. групата обявява, че са подписали договор с Кепитъл Рекърдс.
На 5 февруари 2014 г., Файв Секъндс Оф Съмър представят дебюта си в синглите за големи компании She Looks So Perfect като опция за предварително закупуване в магазина на Айтюнс.
Връзката между ФСОС и Уан Дайрекшън се задълбочава след като и двата състава биват менажирани от лондонската фирма Модест Мениджмънт. Това кара ФСОС да бъдат обявени за момчешка група от медиите. Членовете на групата казват, че групата не е момчешка група. За разлика от повечето момчешки групи, те пишат собствените си песни, свирят на собствени инструменти, и не са предимно танцова група. Въпреки това, групата намира фанатични последователки, както много други момчешки групи. Аштън Ъруин сравнява дамската привързаност към групата с тази на Фол Аут Бой, които също имат подобна девическа подкрепа. Джон Фелдман от Голдфингър и продуцент на ФСОС отдава фенската основа на ФСОС на „фундаментална промяна в демографската картина на поп пънк движението“, като споменава постепенния демографски отлив от предимно мъжките аудитории на ранни поп пънк групи от началото на 90-те като Блинк 182 и Грийн Дей.
В края на март 2014 г. She Looks So Perfect е издадена в Обединеното кралство. Макар да има само един ден на върха в британския магазин на Айтюнс и да приключва седмицата в долната част на Топ 10, Файв Секъндс Оф Съмър стават едва чертътата австралийска група, която излъчва номер едно сингъл в Обединеното кралство. През следващата седмица групата пада до 10-а позиция, което е най-голямото пропадане след Baby's Coming Back/Transylvania, който пада от 1-ва до 20-а позиция, след като прекарва една седмица в Обединеното кралство. На 5 март 2014 г. е обявено, че 5СОС ще се присъединят към Уан Дайрекшън отново, този път като подгряваща група на турнето Where We Are, което се провежда в Щатите, Канада, Обединеното кралство, и Европа. На 9 април 2014 г. ийпито She Looks So Perfect дебютира под номер 2 в Билборд 200.
На 13 май 2014 г. групата обявява, че дебютният им албум 5 Seconds of Summer ще излезе на 27 юни 2014 г. в Европа и Австралия, а следващите издания ще дойдат по-късно. Албумът печели награда Kerrang!, а Люк Хемингс казва, че е истинска чест за него да я спечели, тъй като всичките идоли на групата са в тази медия.
На 4.05.2015 момчетата започват турнето си Rock Out With Your Socks Out (ROWYSO) в Лисабон, Португалия. След това имат 28 концерта в Европа, 35 в Северна Амерка, 6 в Океания. На 23 октомври 2015 г. излиза албумът Sounds Good Feels Good, a на 19 февруари следващата година започва турнето Sounds Live Feels Live.

## Влияния
Групата цитира като влияния McFly, Blink-182, All Time Low, Green Day, Boys Like Girls, както и Busted.
|  | Тази страница частично или изцяло представлява превод на страницата 5 Seconds of Summer в Уикипедия на английски. Оригиналният текст, както и този превод, са защитени от Лиценза „Криейтив Комънс – Признание – Споделяне на споделеното“, а за съдържание, създадено преди юни 2009 година – от Лиценза за свободна документация на ГНУ. Прегледайте историята на редакциите на оригиналната страница, както и на преводната страница, за да видите списъка на съавторите. ВАЖНО: Този шаблон се отнася единствено до авторските права върху съдържанието на статията. Добавянето му не отменя изискването да се посочват конкретни източници на твърденията, които да бъдат благонадеждни. |

1. ↑  August Brown. Review: 5 Seconds of Summer strikes a punk pose at the Forum //   Лос Анджелис Таймс, 17 ноември 2014 г. Посетен на 10 юли 2022 г. (на английски)
2. ↑  Matt Collar. 5 Seconds of Summer //   Merging pop-punk energy and ebullient boy band charisma, Australia's 5 Seconds of Summer